# Jack Barry
Jack Barry est un producteur et acteur américain né le 20 mars 1918 à Lindenhurst, New York (États-Unis), mort le 4 mai 1984 à New York (État de New York).

## Filmographie

### Comme producteur
- 1950 : The Joe DiMaggio Show (série télévisée)
- 1950 : Life Begins at Eighty (en) (série télévisée)
- 1951 : Faith Baldwin Romance Theatre (série télévisée)
- 1953 : Winky Dink and You (en) (série télévisée)
- 1953 : Back That Fact (en) (série télévisée)
- 1956 : Twenty-One (série télévisée)
- 1957 : High Low Quiz (série télévisée)
- 1975 : Blank Check (série télévisée)
- 1976 : Way Out Games (série télévisée)
- 1981 : Leçons très particulières (Private Lessons)
- 1984 : Hot Potato (en) (série télévisée)

### Comme acteur
- 1953 : Winky-Dink and You (en) (série télévisée) : Host
- 1958 : Le Salaire de la violence (Gunman's Walk) de  Phil Karlson : Wranger